# Гудиър (град)
Вижте пояснителната страница за други значения на Гудиър.
Гудиър (на английски: Goodyear) е град в окръг Марикопа, щата Аризона, САЩ. Гудиър е с население от 52 864 жители (2007) и обща площ от 301,6 km². Намира се на 295 m надморска височина. ZIP кодът му е 85338, 85395, а телефонният му код е 623.

## История
Градът е основан през 1917 г., когато компанията Goodyear Tire and Rubber Company закупува 65 km² земя с цел да отглежда памук за производството на автомобилни гуми. Статут на град Гудиър получава през 1985 г.